# Capitol City

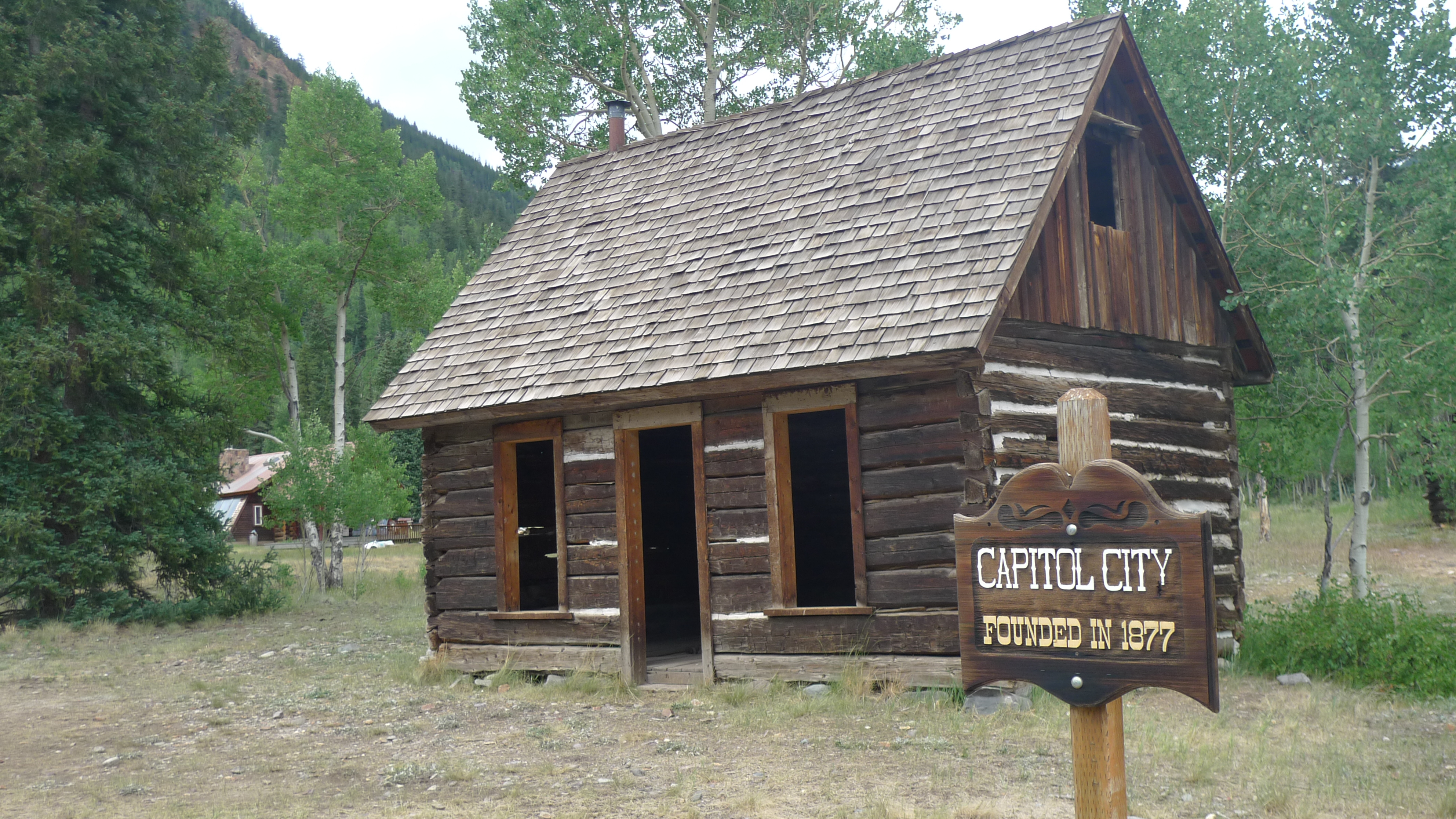
Resti della città

Capitol City è una città fantasma nella Contea di Hinsdale, Colorado, nell'Alpine Loop National Scenic Back Country Byway.

## Storia
Capitol City fu fondata nel 1877 e in passato raggiunse i 400 abitanti. I suoi fondatori volevano che diventasse la capitale del Colorado.